# Près (Saariaho)
Près est une œuvre pour violoncelle et électronique de la compositrice finlandaise Kaija Saariaho, composée en 1992. Elle est créée le 10 novembre 1992 par Anssi Karttunen à Strasbourg. Près est la deuxième œuvre de Kaija Saariaho pour violoncelle solo, après Petals (1988).

## L'œuvre
Près est issu de la volonté de Saariaho d'approfondir la partie de violoncelle d'Amers, œuvre pour violoncelle et ensemble, également composée en 1992. Près est toutefois assez différent d'Amers, bien que partageant certains points, particulièrement le trille sur Mi bémol, idée de base d'Amers.
L'œuvre comporte trois parties. La première reprend les idées d'Amers, la deuxième partie met l'accent sur le rythme, et se développe sous la forme d'un ostinato alternant sons graves et harmoniques. Enfin, la troisième partie utilise
la polyphonie et tend vers le bruit.
La partie électronique est développée spécifiquement à l'IRCAM, par Jean-Baptiste Barrière et Xavier Chabot,.
La durée d'exécution est d'environ 20 minutes.

## Discographie
Le premier enregistrement de l'œuvre est réalisé par le violoncelliste finlandais Anssi Karttunen en 1997, la partie électronique étant réalisée à l'IRCAM.